# Cousinia coerulea
Cousinia coerulea là một loài thực vật có hoa trong họ Cúc. Loài này được Kult. ex Tscherneva mô tả khoa học đầu tiên năm 1959.